# Polnische Badminton-Mannschaftsmeisterschaft 2002
Die Polnische Badminton-Mannschaftsmeisterschaft der Saison 2001/2002 gewann das Team von SKB Litpol-Malow Suwałki. Es war die 29. Austragung der Titelkämpfe.

## Endstand
| Platz | Mannschaft                |
| ----- | ------------------------- |
| 1.    | SKB Litpol-Malow Suwałki  |
| 2.    | Technik Głubczyce         |
| 3.    | Hubal Białystok           |
| 4.    | Piast-B Słupsk            |
| 5.    | Orlicz Suchedniów         |
| 6.    | AZS Kraków                |
| 7.    | Bizon Płock               |
| 8.    | Warmia Olsztyn            |
| 9.    | Ruch Piotrków Trybunalski |
| 10.   | OŚ AZS Łódź               |
| 11.   | OŚAZS Kielce              |
| 12.   | AZS PK Koszalin           |
| 13.   | MKS Garwolin              |
| 14.   | Stal Nowa Dęba            |
| 15.   | MMKS Kędzierzyn-Koźle     |
| 16.   | AZS Środowisko Warszawa   |